# کلمنت فابر
کلمنت فابر (انگلیسی: Clément Fabre؛ زادهٔ ۱۹ مهٔ ۱۹۸۹) بازیکن فوتبال اهل فرانسه است.
از باشگاه‌هایی که در آن بازی کرده‌است می‌توان به ای‌اف‌سی توبیز اشاره کرد.